# Borneomma roberti
Borneomma roberti är en spindelart som beskrevs av Christa L. Deeleman-Reinhold 1980. Borneomma roberti ingår i släktet Borneomma och familjen Tetrablemmidae. Inga underarter finns listade.